# Costanzo Della Porta
Costanzo Della Porta (Termoli, 29 ottobre 1975) è un politico italiano.

## Biografia
Nato a Termoli nel 1975 e residente a San Giacomo degli Schiavoni, si è laureato in Giurisprudenza presso l'Università degli Studi del Molise ed esercita la professione di avvocato.
Sposato, ha due figlie.

## Attività politica
Iscritto ad Alleanza Nazionale, nel 2001 è stato eletto al consiglio comunale di San Giacomo per una lista civica, ricoprendo anche la carica di assessore, viene poi riconfermato nel 2006. Sempre nel 2001 è candidato alle elezioni regionali per la provincia di Campobasso, ottenendo 450 preferenze e non risultando eletto. 
Dopo la confluenza di AN nel Popolo della Libertà nel 2009, nel 2011 aderisce a Futuro e Libertà per l'Italia, che lascerà poi nel 2013 in favore di Fratelli d'Italia, entrando a far parte dell'Assemblea Nazionale del partito e divenendo portavoce per la provincia di Campobasso. 
Il 6 giugno 2016 è eletto sindaco di San Giacomo degli Schiavoni con il 54,13% contro il 45,87% dello sfidante Rino Bucci, è rieletto senza avversari cinque anni dopo.
Alle elezioni politiche del 2022 viene eletto senatore per Fratelli d'Italia nel collegio plurinominale del Molise.